# Gelnhausen
Gelnhausen este un oraș din landul Hessa, Germania.

## Personalități născute aici
- Hans Jakob Christoffel von Grimmelshausen (1622 - 1676), scriitor;
- Johann Philipp Reis (1834 - 1874), inventator;
- Kim Naidzinavicius (n. 1991), handbalistă.

1. ↑   https://www.gelnhausen.de/rathaus-politik/verwaltung/buergermeister/, accesat în 1 aprilie 2025 Lipsește sau este vid: |title= (ajutor)
2. ↑  Alle politisch selbständigen Gemeinden mit ausgewählten Merkmalen am 31.12.2018 (4. Quartal) (în germană), Statistisches Bundesamt[*], arhivat din original la 10 martie 2019, accesat în 10 martie 2019